# Scaphella
Scaphella (лат.) — род морских брюхоногих моллюсков из семейства Volutidae.

## Распространение
Тропический род, встречающийся в западной части Атлантического океана и Карибского моря.

## Описание
Среди представителей есть как ныне живущие, так и ископаемые виды, впервые появившиеся в палеоцене. Веретенообразная узорчатая раковина размером от маленького до большого. Протоконх гладкий, сосочковидный. Колумеллярные пластинки слабые или отсутствуют. Периостракум есть, оперкулума нет. Радула маленькая и варьирует от Y-образной до трехстворчатой.

## Виды
Род включает следующие виды:
- Scaphella atlantis Clench, 1946
- † Scaphella baudoni (Deshayes, 1865)
- Scaphella biminiensis Oleinik, Petuch & Aley IV, 2012
- Scaphella contoyensis Emerson & Old, 1979
- Scaphella dohrni (G.B. Sowerby III, 1903)
- Scaphella dubia (Broderip, 1827)
- Scaphella evelina F. M. Bayer, 1971
- Scaphella garciai Bail, 2007
- Scaphella gaudiati Bail & Shelton, 2001
- Scaphella gouldiana (Dall, 1887)
- Scaphella junonia (Lamarck, 1804) typus
- † Scaphella kendrae Petuch & Berschauer, 2021
- Scaphella luizcoutoi Coltro, 1998
- Scaphella macginnorum García & Emerson, 1987
- † Scaphella macrocephala Finlay, 1927
- † Scaphella martinshugari Petuch, 1994
- Scaphella matchetti Petuch & Sargent, 2011
- Scaphella neptunia (Clench & Aguayo, 1940)Small text
- Scaphella robusta Dall, 1889
- Scaphella stimpsonorum T. Cossignani & Allary, 2019Small text